# Tvořihráz
Tvořihráz är en ort i Tjeckien.   Den ligger i regionen Södra Mähren, i den sydöstra delen av landet, 180 km sydost om huvudstaden Prag. Tvořihráz ligger 221 meter över havet och antalet invånare är 373.
Terrängen runt Tvořihráz är huvudsakligen platt. Tvořihráz ligger nere i en dal. Runt Tvořihráz är det ganska tätbefolkat, med 78 invånare per kvadratkilometer. Närmaste större samhälle är Znojmo, 9,4 km sydväst om Tvořihráz. Trakten runt Tvořihráz består till största delen av jordbruksmark.